# اصل مطابقت (جامعه‌شناسی)
اصل مطابقت (به انگلیسی: (Correspondence principle (sociology) یا «تز مطابقت»، نظریه‌ای جامعه‌شناختی است که رابطه نزدیکی را بین پایگاه اجتماعی با نظام آموزشی برقرار می‌سازد. نویسندگان (به ویژه گری واتسون و دیپ ترن) در این زمینه به‌طور خاص به رابطه بین پایگاه اجتماعی افراد با نوع آموزشی علاقمند هستند که در مدرسه دریافت می‌شود.
اصل مطابقت در ابتدایی‌ترین شکل خود بیان می‌کند روابط اجتماعی مدرسه می‌تواند به‌طور مستقیم با روابط اجتماعی در محل کار مرتبط باشد، به این معنا که مؤسسات آموزشی دانش‌آموزان را برای نقش‌های کاری آینده‌شان آماده می‌کنند.
جدای از برنامه درسی رسمی که توسط مدرسه ارائه می‌شود، طرفداران اصل مطابقت باورمندند ساختار مدرسه و همچنین تجربه شخصی داده شده به هر دانش‌آموز (برنامه درسی پنهان) در فرایند اجتماعی شدن آینده آنان مهم است. آنها همچنین تأکید می‌کنند بین تحصیلات کودک و تعامل آنها با والدین خود در خانه رابطه ای قوی وجود دارد. یک تکرار بین نسلی قابل توجهی از آگاهی و نابرابری اجتماعی از طریق پیوندهای بین روابط اقتدار تجربه شده توسط پدران در محل کار، انتقال به سبک‌های فرزندپروری و تکرار در تعامل مدرسه با معلمان وجود دارد.

## ارتباط با نظریه تضاد
اصل مطابقت به‌طور گسترده با رویکرد نظریه تضاد در جامعه‌شناسی همسو است که از کارل مارکس (۵ مه ۱۸۱۸–۱۴ مارس ۱۸۸۳) جامعه‌شناسی آلمانی سرچشمه می‌گیرد. مارکس می‌گوید در جامعه سرمایه‌داری تقسیم طبقه اجتماعی وجود دارد، بین درصد کمی از جمعیت که سرمایه‌دار و مالک ابزار تولید هستند و کارگران که نیروی کار خود را به سرمایه‌داران می‌فروشند. اصل مطابقت، استدلالی نئومارکسیستی را در مورد ماهیت خاص پیوندهای نهادی در خانواده، مدرسه و «زنجیره» کاری مطرح می‌کند که چرخه زندگی اجتماعی - اقتصادی را تشکیل می‌دهند.
بسیاری از جامعه‌شناسان حامی اصل مطابقت استدلال می‌کنند آموزش فقط وسیله‌ای برای حفظ مرزهای طبقات اجتماعی است. بسیاری بحث می‌کنند مدارس در جوامع سرمایه‌داری به گونه‌ای طراحی شده‌اند که به کودکان انواع مختلف آموزش را تنها بر اساس پایگاه اجتماعی آنها و نه بر اساس مهارت‌های ذاتی آنان ارائه دهند. بر اساس اصل مطابقت، باور بر این است که مدارس به کودکان طبقه پایین‌تر، نوع آموزش متفاوتی را در مقایسه با همتایان طبقه بالاتر می‌دهند. به‌طور معمول، گفته می‌شود کودکان طبقه پایین در مسیر آموزشی قرار می‌گیرند که آنها را برای مشاغل یقه آبی آماده می‌کند. تصور می‌شود تحصیلات کودکان طبقه پایین متفاوت است زیرا آنها را برای ورود مستقیم به نیروی کار پس از دبیرستان آماده می‌کند. مدرسه به کودکان طبقه کارگر می‌آموزد آرام پشت میز خود بنشینند، از اختیارات معلم اطاعت کنند و همچنین آنها را با کارهای تکراری آشنا می‌کند. در حالی که تصور می‌شود آموزش کودکان طبقه بالا به سمت حرفه‌های طبقات بالاتر یا یقه سفید باشد. در مورد کودکان طبقه فرادست، به جای تمرکز بر آماده‌سازی آنها برای ورود به نیروی کار، تأکید بیشتری بر آماده‌سازی آنان برای ورود به دانشکده‌ها و دانشگاه‌های چهار ساله پس از دبیرستان است. در مراکز آموزش عالی به آنها نحوه تفکر انتقادی و القای احساس مسئولیت و اقتدار را برای حرفه ای و سرمایه‌دار شدن آموزش می‌دهند.